# Grand Prix de la Marne 1947
Grand Prix de la Marne 1947 je bila dvanajsta dirka za Veliko nagrado v sezoni Velikih nagrad 1947. Odvijala se je 6. julija 1947 na dirkališču Reims-Gueux. 

## Rezultati

### Dirka
| Poz | Št | Dirkač                            | Moštvo                | Dirkalnik          | Krogi | Čas/Odstop    |
| --- | -- | --------------------------------- | --------------------- | ------------------ | ----- | ------------- |
| 1   | 40 | Christian Kautz                   | Privatnik             | Maserati 4CL       | 51    | 2:34:0.7      |
| 2   | 20 | Louis Chiron                      | Ecurie France         | Talbot-Lago T150C  | 51    | + 2:38.9      |
| 3   | 32 | Bob Gerard Cuth Harrison          | Privatnika            | ERA ERA B          | 48    | +3 krogi      |
| 4   | 48 | Eugène Chaboud                    | Ecurie France         | Delahaye 135CS     | 48    | +3 krogi      |
| 5   | 24 | Edmond Mouche José Scaro          | Privatnika            | Talbot-Lago T150C  | 47    | +4 krogi      |
| 6   | 26 | Louis Rosier                      | Privatnik             | Talbot-Lago T150SS | 46    | +5 krogov     |
| 7   | 46 | Charles Pozzi                     | Ecurie France         | Delahaye 135CS     | 46    | +5 krogov     |
| Ods | 38 | Maurice Trintignant Henri Louveau | Ecurie Gersac         | Delage D6.70       | 45    | Motor         |
| Ods | 12 | Raymond Sommer                    | Privatnik             | Maserati 4CM       | 38    | Menjalnik     |
| Ods | 16 | Fred Ashmore Leslie Brooke        | Privatnika            | ERA ERA B          | 33    | Gred          |
| Ods | 8  | Luigi Villoresi                   | Scuderia Ambrosiana   | Maserati 4CM       | 32    | Motor         |
| Ods | 10 | Alberto Ascari                    | Scuderia Ambrosiana   | Maserati 4CM       | 26    | Motor         |
| Ods | 44 | Yves Giraud-Cabantous             | Ecurie France         | Delahaye 135CS     | 22    | Ventil        |
| Ods | 4  | Raph                              | Ecurie Naphtra Course | Maserati 4CM       | 19    | Puščanje olja |
| Ods | 30 | Peter Whitehead                   | Privatnik             | ERA ERA B          | 11    | Bat           |
| Ods | 34 | Reg Parnell                       | Privatnik             | ERA ERA E          | 7     | Motor         |
| Ods | 28 | Leslie Brooke                     | ERA Ltd.              | ERA ERA E          | 5     | Pritisk olja  |
| Ods | 6  | Kenneth Evens                     | Privatnik             | Maserati 6CM       | 4     | Motor         |
| Ods | 2  | Enrico Platé                      | Privatnik             | Maserati 4CM       | 1     | Trčenje       |